# Elecciones legislativas de Francia de junio de 1946
Las elecciones legislativas en Francia para elegir la segunda legislatura de postguerra, con mandato para crear una nueva constitución, se desarrollaron el 2 de junio de 1946.

## Resultados
| Partidos y Coaliciones | Partidos y Coaliciones                                                                       | Sigla   | Votos      | %     | Escaños |
| ---------------------- | -------------------------------------------------------------------------------------------- | ------- | ---------- | ----- | ------- |
|                        | Movimiento Republicano Popular (Mouvement républicain populaire)                             | MRP     | 5.589.213  | 28.22 | 166     |
|                        | Partido Comunista Francés (Parti communiste français)                                        | PCF     | 5.145.325  | 25.98 | 153     |
|                        | Sección Francesa de la Internacional Obrera (Section française de l'Internationale ouvrière) | SFIO    | 4.187.747  | 21.14 | 128     |
|                        | Total "Alianza de los Tres Partidos"                                                         |         | 14.922.285 | 75.34 | 447     |
|                        | Moderados (Derecha) (Modérés)                                                                | PRL/CNI | 2.538.167  | 12.82 | 78      |
|                        | Agrupación de los Republicanos de Izquierda (Rassemblement des gauches républicaines)        | RGR     | 2.299.963  | 11.61 | 52      |
|                        | Otros                                                                                        |         | 44.915     | 0.23  | 9       |
| Total                  | Total                                                                                        |         | 20.215.200 | 100   | 586     |
| Abstención: 18.15%     |                                                                                              |         |            |       |         |

- Datos: Q2633313